# Der Flug des roten Ballons
Das französische Filmdrama Der Flug des roten Ballons (Le Voyage du ballon rouge) von Hou Hsiao-Hsien aus dem Jahre 2007 ist eine Hommage an Regisseur Albert Lamorisse und basiert frei auf dessen oscargekröntem Kurzfilm Der rote Ballon von 1956. Die Hauptrollen spielen Juliette Binoche und der junge Simon Iteanu.
Der impressionistische und leicht postmoderne Film, der auch an den poetischen Realismus denken lässt, ist der Auftakt einer Serie, die Serge Lemoine vom Pariser Musée d’Orsay ins Leben rief, indem er Regisseure um Arbeiten bat, in denen sein Museum in irgendeiner Weise vorkommt.
Der Vertrieb, IFC Entertainment: „Hou entwickelt seine Schlüsselelemente – ein kleiner Junge, ein roter Ballon und Paris, um eine schmerzlich schöne Geschichte über die Geheimnisse familiärer Bindungen und die anhaltenden Auswirkungen der Vergangenheit auf uns alle zu weben.“

## Handlung
Ein mysteriöser roter Ballon folgt dem spielenden Simon durch das herbstliche Paris. An einer Haltestelle der Métro am Place de la Bastille trennen die beiden sich, weil sie sich nicht einig werden. Der Ballon entgeht knapp einer ankommenden U-Bahn, die wieder im Tunnel entschwindet. Seine alleinerziehende Mutter Suzanne ist eine Stimmkünstlerin im Puppentheater (momentan wird dort ein gruseliges chinesisches Schauspiel aus der Yuan-Dynastie geprobt) und Vermieterin. Die Blondine zeigt sich exaltiert, nachdenklich, wechselmütig, chaotisch, egozentrisch, etwas überarbeitet, verletzlich und ganz sicher warmherzig. Ihr kleines Apartment im Obergeschoss quillt über vor Bücherregalen, CDs und Akten. Es ist fast fensterlos, dafür gemütlich in warmen Farbtönen, mit viel Teppich, Vorhängen und Krimskrams aller Art. Andauernd schellt es an der Tür oder das Telefon klingelt. Der Lockenkopf Simon lernt Klavier, mag Mathematik, hat eine PlayStation und einen Game Boy, und ist ruhig für sein Alter. Gelegentlich dringen Sirenen von Einsatzfahrzeugen dumpf herein.
Eine Austauschstudentin aus Peking, Song, soll sich um Simon kümmern. Die nette, irgendwie geheimnisvolle Song studiert Film, und plant einen Kurzfilm über rote Ballons. Der Ballon pirscht sich in einem weiteren Gastauftritt über den Dächern an die Wohnung an. Manchmal ist von Simons älterer Schwester (oder Halbschwester?) Louise in Brüssel die Rede. Klavierlehrerin Anna übt mit Simon, in der Wohnung von Marc und seiner Freundin, die direkt darunter liegt. Song geht mit Simon flanieren und nimmt mit dem Camcorder auf. Simon geht in einer Rückblende mit seiner Schwester in einem Café flippern zu Emmenez-moi von Charles Aznavour, und sie plaudert mit ihm über seine frühesten Kindheitserinnerungen. Marcs Freundin kocht immer in Suzannes Wohnung. Marc und Gregory, ein Freund ihres Mannes Pierre, kommen vorbei. Suzanne fährt mit dem Zug zu einer Gesprächsgruppe mit dem ehrwürdigen Puppenspieler Ah Zhong. Später plaudert sie mit der Filmstudentin über den Mann im grünen Anzug, und über die Technik Greenscreen. Suzanne lächelt Simon an (und den Zuschauer). Möbelpacker bringen ein Klavier.
Schwierigkeiten mit einem Mieter zeichnen sich ab, der bereits ein Jahr mit der Miete im Rückstand ist, und einmal ein Freund war. Sie kann den Mietvertrag nicht finden und stellt alles auf den Kopf. Bei einem Spaziergang von Song und Simon im Park zeigt sich der Ballon und hängt sonst unschlüssig und windstill an den Fassaden herum. Lorenzo, ein Bekannter mit Erfahrung in Rechtsdingen, ist zu Besuch. Song bereitet Crêpes zu. Suzanne und Song diskutieren über das wöchentliche Budget, während das Kind abseits Playstation spielt. Mit dem Sohn schauen sie auf dem Laptop ein altes Familienvideo, auf dem der Großvater zu erkennen ist, und die Schwester nur undeutlich. Simon fährt ÖPNV und spielt Spiegelbild mit den Fenstern. Eine weitere Aufführung findet statt. Suzanne führt im Auto ein ernstes Telefonat mit ihrem Mann in Montreal, der vielleicht nicht zurückkommen wird. Ein blinder Klavierstimmer namens William wird in die Wohnung geführt und macht sich an die Arbeit. Louise ist einige Minuten am Telefon (wie bei allen Telefonaten ist die Gegenseite für den Zuschauer nicht zu hören). Dann Geschrei im Treppenhaus, und der säumige Mieter Marc verschafft sich Einlass, und mit ihm streitet sie sich kurz und erbittert. Davon ist Suzanne aufgekratzt, traurig und benommen, und muss erst einmal durchatmen. Am Telefon hört sie, dass die Tochter in Brüssel bleiben will. Doch Simon ist da.
Sie gehen noch einmal hinaus. Dann geht Simon die Treppe hinauf in sein Mezzanin und legt sich schlafen. Der Ballon will durch das Milchglas des Dachfensters zu ihm. Später begibt sich seine Schulklasse auf eine Exkursion ins Musée d’Orsay, wo die Kinder Le ballon von Félix Vallotton interpretieren in Bezug auf die Perspektive, die Objekte und das Geschehen. Aber Simon ist schon wieder in seiner Phantasiewelt, und der Ballon scheint aufgegeben zu haben und zu Tchin tchin von Camille schraubt er sich in schwindelerregende Höhen in die Stratosphäre.

## Kritiken

Félix Vallotton: Le ballon, 1899

- „Hou wirkt nicht wie ein Besucher aus einem anderen Land oder einer anderen Zeit, sondern eher von einem anderen Planeten. Hou und sein Dauer-Kameramann, Mark Lee Ping Bing, verleihen der Stadt einen perlmuttenen Glanz“ – Stephanie Zacharek, Salon.com[12]

- „Die wesentliche Leistung […] ist, wie das Gefühl eingefangen wird, echtes Leben zu beobachten. Wie wenn man in einer fremden Wohnung wäre, und den Leuten aus kurzer Distanz zuschaut. Da man ja unsichtbar ist, und sich nicht viel bewegen würde, tut es auch die Kamera nicht.“ – Mick LaSalle, San Francisco Chronicle[13]

- „Statt Pyrotechnik haben wir Suzanne […] Man denke an Penélope Cruz in Volver“ – Praveen Rathinavelu, The Tech[14]

- „Das Wundervolle an Hous Filmen ist, je länger man darüber nachdenkt, desto mehr Beziehungen und Ideen man findet.“ – Beth Accomando, KPBS[15]

- „Mit Kunst, sagt Hou, versuchen wir die Wunder der Kindheit wiederzubeleben“ – Ty Burr, The Boston Globe[16]

- „Hou scheint seine Distanz zum Material akzeptiert zu haben – und sie verwendet. […] ausdrücklich ein Außenseiter-Film […] Hous narrative Rhythmik ermöglicht lange Phasen, in denen kaum etwas passiert, beendet von Kaskaden sich überschlagender Information. […] eine Klasse für sich“ – J. Hoberman, Village Voice[17]

- „ein Kunstwerk vom Rang eines Gedichts von Yeats oder eines Bildes von Rothko […] Seine Filme sind wie der Ozean. […] wird schon niemanden interessieren.“ – John Anderson, The Washington Post[18]

- „Ist ‚Le ballon‘ ein glückliches oder ein trauriges Bild? […] ein wenig Doppelbödigkeit lässt der alte Fuchs aber schon mitschwingen: Sein neuer Film ist nicht nur sein erster Europa-Ausflug und freier, ferner Tribut an den Kinderfilmklassiker ‚Le ballon rouge‘ (1956) von Albert Lamorisse, sondern auch Auftragsarbeit […] Die geliebte Marionettenkunst dient Hou als Kontrast in seiner französischen Fantasie, die sich mit kleinen Notizen zu Kunst und Leben begnügt […] Ungewohnte Ungenauigkeiten gibt es in Hous Auswärtsspiel […] Allein wie er das enge Apartment vermisst […] gibt eine Ahnung von Hous Gabe, das Profunde unforciert über Details des Alltags zu vermitteln.“ – Christoph Huber, Die Presse[7]

Die Wohnung, wie sie sich nach und nach ergibt

- „Als würde man Der weiße Hai ohne Hai machen, dafür mit Schwerpunkt auf der dysfunktionalen Amity-Insel“ (like doing Jaws without the shark) – Joshua Rothkopf, Time Out New York[19]

- „Einer der monumentalst langweiligen Filme, die ich jemals durchsitzen musste. […] Der Film ist wie eine Dokumentation über einen sehr öden Tag. […] Hou gibt uns penibel nicht die geringste Information, was überhaupt vor sich geht. […] unheimlich frustrierend.“ – Kurt Loder, MTV.com[20]

Mit den Stimmen von 3859 Zuschauern steht Le Voyage du ballon rouge in der Internet Movie Database bei 6,6 von 10 Punkten und bei 82 Prozent bei 92 ausgewerteten Kritiken bei Rotten Tomatoes, Metacritic erkennt auf 86 Prozent mit 23 Kritikerstimmen, die in die Bewertung eingegangen sind.

## Sonstiges
Fang Song ist eigentlich nicht Schauspielerin, sondern eine Filmstudentin.
Der Film wurde auf den Filmfestspielen von Cannes 2007 in der Reihe „Un Certain Regard“ gezeigt.